# Knull
Knull – fikcyjny superzłoczyńca pojawiający się w amerykańskich komiksach wydawanych przez Marvel Comics, często w połączeniu z Venomem i Carnagem. Postać jest przedstawiana jako złe bóstwo, które stworzyło broń znaną jako All-Black Necrosword i istoty o nazwie Symbioty. 
Historia-
•Knull pławił się w ciemności gdy pojawili się Celestianie, którzy wnieśli światło do jego królestwa. Knull bez wachania zabił jednego z Celestian. Wysłano go za to do Otchłani, gdzie narodziło się jego pierwsze dziecko- wykuty w ciele martwedo Celestiala, Wszechczerń, znany również jako Nekromiecz. Słabsze symbioty nadal lękają się kakofonii uderzeń młota i parzącego ognia, które przekuły ich wolę w coś posłusznego...
•Po tym jak odebrano mu Wszechczerń, Knull odkrył symbiozę- sytuację gdzie symbiot łączy się z istotą niższą. Na tej planecie, zebrał swoje stado. Stanowił centrum, miejsce gdzie myśli wszystkich jego tworów przecinały i łączyły się. Został Bogiem- gospodarzem. Wysłał swoje potężne symbiotyczne smoki by dławiły światło. Gasiły gwiazdy i pokrywały planety wieczną ciemnością. Po przemierzeniu galaktyk, trafił na Ziemię, planetę pełną słabych i małych istot. Ale nie wiedział, że ziemia miała obrońców. Thor wyzwolił moc jakiej Knull nigdy przedtem nie czuł. Zerwał połączenie Knulla z jego dziećmi. Symbioty  zaczęły szukać nowych gospodarzy. Zbuntowały się.  Ze swoich ciał stworzyły klatkę. Klyntar. ,,Planetę" symbiotów.  Ale nadał potrzebowały Knulla jako łącznika między ich umysłami- roju. Zato smocze symbioty pozostały na planetach na, których były. Później na Ziemi jednego z nich Shield wydobyło go z lodowca i pocięło go by stworzyć własnych superżołnierzy. Później Carnage zebrał mnóstwo kodeksów i obudził Knulla, który następnie przybył na Ziemię.
Inne informacje-
• kodeksy- odcisk na każdym byłym nosicielu symbiota. Znajduje się w kręgosłupie, które Carnage pożerał(patrz: Venom, tom 3. 2022r.)
• Mroczny Carnage- po wchłonięciu ogromnej ilości kodeksów, Carnage urusł na sile, zmieniając się w Mrocznego Carnage'a
• Symbiotyczne smoki- choć ich początki są tajęmnicą, to wiadomo, że zostały stworzone by przemierzać wszechświat i niczczyć światło
• Symbioty- Knull wiedział, że jego smoki nie są wystarczająco liczne by zabić światło i przywrócić wrzechświat do stanu z przed pojawienia się celestian, ale zrozumiał, że nie musi niszczyć życia, wystarczy, że je wypaczy do swojego mrocznego upodobania.

## Fikcyjna biografia postaci
Knull był pierwotnym bóstwem, które istniało przed samym wszechświatem, ciesząc się dryfowaniem przez niekończącą się pustkę przestrzeni, aż Celestials (Architekci, Niebiańscy) przybyli, by „ewoluować” wszechświat. Knull widząc, że „jego” przestrzeń została dotknięta, stworzył All-Black the Necrosword i zdekapitował jednego z Niebiańskich. Pozostali Niebiańscy widząc to wygnali Knulla wraz z odciętą głową głębiej w Pustkę. Następnie (Knull?) użył głowy do wykucia symbionta, gdzie niechcący dał symbiontowi słabości do dźwięku i ognia – odcięta niebiańska głowa w końcu stała się Knowhere. Stworzył zbroję symbiotyczną a dzięki All-Black zaczął zabijać inne bóstwa, dopóki nie spadł na bezimienną planetę, na której Gorr wziął All-Black i obezwładnił Knulla.
Knull w końcu się przebudza a następnie dowiaduje się, że może połączyć swoją żywą otchłań z „mniejszymi” stworzeniami i tworzy armię symbiontów, aby podbić wszechświat oraz zabić światło i stworzenie. Jednakże, gdy jeden podobny do smoka symbiotyczny kompozyt przybył na średniowieczną Ziemię, by zdobyć planetę w ramach Symbiote Imperium, Thor Odinson przybył na pomoc wieśniakom i pokonał smoka, zwanego teraz Grendelem, zrywając tym samym więź między symbiontem a Knullem. Symbionty we wszechświecie zaczęły łączyć się z życzliwymi gospodarzami, ucząc się o świetle i altruizmie. Symbiontyści zbuntowali się przeciwko swemu złemu bogu i uwięzili go w sztucznej planecie złożonej z tysięcy symbiontów zwanych Klyntar – co w języku symbiotycznym oznacza klatkę.
Po tysiącach lat ciało Grendela zostało odkryte przez SHIELD, którzy łączyli kawałki smoka z żołnierzami w celu walki w wojnie w Wietnamie. To przebudzenie Knulla, pozwalające mu przejąć kontrolę nad żołnierzami Sym, zanim zostanie schwytany przez Nicka Fury'ego i Logana, oczekuje jednego kawałka o nazwie Tyrannosaurus, który uniknął kontroli Knulla.  Następnie Eddie Brock z Venomem nieświadomie uwolnił smoka i po walce z Eddiem i Spider-Manem smok zaczął szukać Tyrannosaurusa, aby uwolnić Knulla. Jednakże Venom łączy się z Tyrannosaurusem i oszukuje smoka wiodąc go w pułapkę, a następnie Eddie umieszcza smoka w piecu, spalając go na śmierć.
Okazało się, że Knull stworzył również Exolony – pasożyty, które przywiązują się do gospodarza, żywiąc się ich duszą. Zak-Del, który jest zarażony Exolonem, planuje znaleźć Knulla, aby ten usunął z niego pasożyta.

## Moce i umiejętności
Knull jest pierwotnym bóstwem posiadającym:
- supersiłę
- superzwinność
- nieśmiertelność
- czynnik leczniczy
- potrafi zamanifestować ciemność, tworząc broń i stworzenia, które nazywa „żywą otchłanią”, którą może kontrolować
- posiada ograniczoną zdolność zmiany kształtu, w tym zdolność do przekształcania swoich ludzkich ust w szczęki z wydłużonym językiem – ta cecha została przekazana symbiontom
- jest  ekspertem w walce, wykorzystując All-Black do zabijania Niebiańskich i innych bogów, mając na sobie zbroję wykonaną z symbionta z czerwonym emblematem Smoka

Pomimo tego, że jego związek został odcięty od symbiontów, jego wpływ można nadal zaobserwować, gdy Venom utworzył podobny emblemat z mieszanym wzorem godła Knulla i Spider-Woman.